# Complexe sportif Barthélemy Boganda
Le complexe sportif Barthélemy Boganda est un stade multi-sport, situé à Bangui, en République centrafricaine. Construit à partir de 2003 par l'entreprise chinoise Complan, il est remis au gouvernement centrafricain le 16 juin 2006  et inauguré le 30 décembre 2006 par le président François Bozizé Yangouvounda.
D'une capacité de 20 000 places, il accueille les matchs de l'équipe de République centrafricaine de football de 2006 à 2020, avant d'être sanctionné par la FIFA du fait que le stade ne répondait plus aux normes internationales, ne disposant plus de service d'amortissement.

## Architecture et équipements
Il est constitué d'un ensemble de bâtiments circulaires à trois niveaux à moitié recouverts. Le  comporte six vestiaires, des toilettes, huit salles de repos, deux salles de conférence, une infirmerie, 14 bureaux. Au deuxième niveau sont installés deux salons pour les hôtes et personnalités, 10 comptoirs de vente de boissons fraîches, le couloir périphérique de promenade permet l'accès aux gradins et à la tribune officielle de 430 places. Au troisième et dernier niveau se trouvent le studio ainsi que les deux boxes des commentateurs. Il dispose de quatre (4) pilonnes pour l'éclairage nocturne et d'une piste d'athlétisme à huit couloirs.

## Histoire
Il est nommé Barthélemy Boganda, en hommage au père de l'indépendance du pays.
Le 30 novembre 2015, le pape François y célèbre une messe lors du voyage apostolique en République centrafricaine.
Le 5 juin 2011, un match international d'élimination de la CAN 2012 a été joué sur ce complexe sportif, opposant la RCA au Tanzanie, score final 2-1.